# Zábřeh (Ostrawa)
Zábřeh (niem. Heinrichsdorf) – jedna z 37 części miasta statutarnego Ostrawy, stolicy kraju morawsko-śląskiego, we wschodnich Czechach, tworzy północną część obwodu miejskiego Ostrava-Jih, w morawskiej części miasta. Jest to także jedna z 39 gmin katastralnych o nazwie Zábřeh nad Odrou o powierzchni 743,9859 ha, w przeszłości należały do niego również gminy katastralne Zábřeh-Hulváky i Zábřeh-VŽ (obecnie w granicach Witkowic). Populacja w 2001 wynosiła 44601 osób, zaś w 2012 odnotowano 2173 adresy. 

## Historia
Pierwsza wzmianka pochodzi z 1288. Po wielu zmianach właścicieli w 1652 miejscowość stała się własnością ołomunieckiej kapituły i wraz z niektórymi sąsiednimi gminami w ramach tzw. państwa petřvaldzkiego w jej rękach pozostała do upadku feudalizmu w 1848. W XIX wieku doszło do uprzemysłowienia okolicy. Nieopodal uruchomiono hutę w Witkowicach, a w samym Zábřehu m.in. cementownia, zakłady chemiczne, cegielnia. W 1924 miejscowość została przyłączona do Morawskiej Ostrawy. W latach 30. XX wieku rozwinęła się tu dzielnica willowa.

## Demografia[2]
| Rok             | 1869 | 1880 | 1890 | 1900 | 1910 | 1921  | 1930  | 1950  | 1961  | 1970  | 1980  | 1991  | 2001  |
| --------------- | ---- | ---- | ---- | ---- | ---- | ----- | ----- | ----- | ----- | ----- | ----- | ----- | ----- |
| Liczba ludności | 1178 | 1439 | 3209 | 7653 | 9809 | 10234 | 14046 | 16414 | 21963 | 39223 | 34177 | 45840 | 44601 |